# 分布様式

三つの分布様式
上から一様分布・無作為分布・集中分布

生態学における分布様式（ぶんぷようしき、英: (spatial) distribution pattern, pattern of (spatial) distribution）は、生物の個体群における、互いの距離の取り方による個体の分布の特徴のことである。

## 概説
生物個体群は一定の地理的範囲（地理分布）の範囲内の、さらに特定の環境を持つ区域内をその生活の場としている（生態分布）。後者の範囲内でその生物が発見される訳であるが、その中であればどこでもその生物が見られる、という訳ではない。植物の場合には原則的に移動しないから、そこに行けば見られる訳であるが、かといってその場にその植物がまんべんなく生育している、という訳ではない。動物の場合は移動するから、この点ではさらに話は異なる。動物によっては集団をつくってまとまって動くものもある。逆に、互いに距離を置いているものもある。
このような、生育区域内における個体の散らばり方（あるいは集まり方）のパターンのことを分布様式と言う。

## 型と要因
仮に環境が均一であるとすれば、分布様式を決定する要因は、まずその種における個体間の関係であろうと考えられる。例えば、群れを作る動物ならば集まっているは当然であるし、縄張り制を持つ動物であれば、互いの間隔をある程度一定に保つであろうことはたやすく想像される。
このような個体間の関係から考えれば、生物の個体間の関係を以下の三通りに分けられる。
1. 個体間に誘引が働く場合
2. 個体間に反発が働く場合
3. 個体間に何の関係も働かない場合

そこから生じる結果を大ざっぱに考えると、分布様式には以下の三つが考えられる。
一様分布（いちようぶんぷ）
生物個体がその範囲においてまんべんなく存在する。
集中分布（しゅうちゅうぶんぷ）
生物個体が、特定の場所に互いに集まって存在する傾向がある。
ランダム分布（または無作為分布　むさくいぶんぷ 機会分布とも）
分布のあり方が単純に確率的に決まっていると考えられる。
上記の個体間の関係と結び付けて考えると、個体間の関係が1ならば集中分布、2ならば一様分布、3ならばランダム分布となることが期待される。ただし当然ながら中間的なもの、誘引や反発の強弱は種によってあるであろう。
また、個体間に誘引が働く場合、それではその動物を多数集めれば、どんどん大きな群れを作るのか、というものでもない。少数の集団は作ってもそれ以上の集合は行わない例もある。

## 現実の環境の場合
実際の環境では、これらの問題はもっとやっかいである。生態分布の範囲においても、その環境は一様ではないから、その生物にとってはよい条件の場とそうでない場がある。当然よい条件で有れば多くの個体が集まる。場合によってはそのために集中分布に見えるが、実際にはその範囲の内部では一様分布をしている、と言ったこともあり得る。これらの問題は、その生物がその生息環境をどのように利用しているかにも関わるので、複雑な様相を呈する。
したがって、分布様式の問題に関する基礎的な研究は、もう少し一様な環境と見なしやすい条件で行われることが多い。例えば、水面のアメンボや人工壁のハエトリグモなどはそう言った点では扱いやすい対象である。

## 分布様式の判断
実際の生物においては、互いの間にどのような関係が働くのかを簡単に確かめることはできない。縄張り制のように見て取りやすい場合もあるが、それでも見た目で確認できるとは限らず、あいまいな場合も少なくない。むしろ、実際にその生物の分布を調べ、その分布様式を判断するところから始める場合が多い。
分布様式を調べる方法はいくつかあるが、基本的にはランダム分布からの偏りを調べる、という形を取る。逆説的ではあるが、ランダム分布は確率統計論的に計算ができるので、そこから予想される値から、どちらの方向に片寄るかを見ることで、集中分布か一様分布かを判定するのである。
具体的な調査法としては、以下の二つが代表的である。
区画法（コドラート法）
調査地を一定の大きさの区画に分け、それぞれの内部を標本と見なす調査法である。この分野では、それぞれのコドラート内の個体数を調べ、それを検討する。ランダム分布であれば、ある範囲を同じ面積に分けた場合、それぞれの枠内の個体数は二項分布に従うことが予想される。標本数が多ければポアソン分布と比較する方がよい場合もある。
間隔法
個体間の距離を測定して行き、それを元に検討する方法。コドラート法が、時にコドラートの大きさの取り方如何で結果に影響が出るのに対し、個体間の距離を取ればその影響は防げる。解析はやや難しい。

### 分散指数
このような分布様式を数値化して判定するための方法として、いくつかの指数が提案されており、それらを分散指数(index of dispersion)と言う。
かつては離隔係数(variance-mean ratio)が使われたが、この値はＸの平均値に影響を受けることが指摘された。森下正明により、それがほとんど影響しないIδ指数が提案されて後、これが主に使われる。

## より複雑な様相
上記のように、分布様式として大きく三つの形を考えるが、実際の生物はそのどれかに完全に収まるとは限らない。実際にはある程度集まっていながら間隔を開けるというような、中間的な状況が考えられる。また、逆にそのような場合には、調査方法によって異なった結果が得られる可能性もある。たとえばコドラート法を用いた場合、その枠の大きさによっては、集団が全部収まって極端な集中分布と判断できたり、個々の枠には各個体が収まるだけとなって一様分布と判断されるかもしれない。
これに関して森下はIδ-面積曲線を提唱している。コドラート法において枠の大きさを変えて行きながらそれぞれの場合でのIδ指数を求め、グラフ上でその変化の形を見るというものである。完全なランダム分布であればこの曲線は値1のほぼ水平な直線に、一様分布であれば次第に増加して1に近づいて飽和する曲線に、集団を組むものではどこかに1より高い山を作り、その前の曲線から集団内部での分布様式が読み取れる。

## ヒトの例
京都の鴨川の堤防には有名なデートスポットがあり、夏の夕方には寄り添って腰掛けたアベックがずらりと並ぶ由。これを付近のその分野では古参の某大学が、生態学の実習で扱うことがあると云う。アベック間の距離を測定し、先のような検定にかけると、きれいな一様分布の値が得られるというのである。もちろん、巻き尺などで測定させてもらえる訳はないから、後ろを散歩するふりをして、歩幅などで測定するので、その面でも野外調査の実習としては有益との判断もあるようだ。特にこの場合、各個体（各アベック）はほぼ直線上に配置するという点でも扱いやすいらしい。
ちなみに、このような分布が成立する経緯は、必ずしも簡単なものではない。人数が少ないうちは、大きく間隔を開けて座って行くが、この時、互いの距離が大きければ大きいほどいいという訳でもないらしい。あまりと大きいと、それなりに不安感が生じるようである。ある程度数が増えてくると、隣り合うアベックの間に座ってゆく形になる。しかし、次第に密度が上がると、もはや割り込むことあきらめ、場所を変えるアベックが出現する。どうやらそれ以上近づくと落ち着けない距離、というのがあるらしく、このような過程をへて、次第にほぼ一定距離を置いてアベックが並ぶ一様分布が成立する。もちろん、この過程ではヒトの知性的判断も大きく働くだろうが、感情的な判断、気分的判断も多く含まれているから、同様なことは動物一般でも起きていると云う想像が無茶と言うものでもない。
なお、森下正明はアリジゴクを用いて実験を行い、よい砂場で個体数を増やして行くと、次第に条件の悪い砂場に移動することを見つけ、そこから環境密度という概念を論じている。つまりアリジゴクにとっては砂粒の細かさなどと同様に、個体群密度も環境を評価する基準となることを示したものである。